# Campeonato Paranaense de Futebol de 1916
Campeonato Paranaense de Futebol de 1916 foi a 2º edição da competição estadual de futebol do estado. O título do Internacional no ano anterior (1915), foi contestado pelo América, o que provocou a desfiliação de vários clubes da LSP. O América e outros clubes criaram uma nova associação, a APSA (Associação Paranaense de Sports Athléticos) e houve dois campeonatos, realizados separadamente, mas no final do ano as duas associações se juntaram para criar a Associação Sportiva Paranaense (ASP) e estabeleceu-se que o campeão sairia de uma decisão entre os campeões das duas ligas: Coritiba e Britânia. 

## Liga APSA - Associação Paranaense de Sports Athléticos

### Participantes
| Equipe                  | Cidade    | Região                           | No ano anterior | Estádio | Capacidade | Títulos        | Participações |
| ----------------------- | --------- | -------------------------------- | --------------- | ------- | ---------- | -------------- | ------------- |
| Reco-Reco Futebol Clube | Curitiba  | Região Metropolitana de Curitiba | Estreante       | --      | --         | 0 (não possui) | 1             |
| Paraná Sport Club       | Curitiba  | Região Metropolitana de Curitiba | Vice Campeão    | --      | --         | 0 (não possui) | 2             |
| América                 | Curitiba  | Região Metropolitana de Curitiba | Terceiro Lugar  | --      | --         | 0 (não possui) | 2             |
| Coritiba Foot Ball Club | Curitiba  | Região Metropolitana de Curitiba | Quarto Lugar    | --      | --         | 0 (não possui) | 2             |
| Rio Branco Sport Club   | Paranaguá | Litoral Paranaense               | Sexto Lugar     | --      | --         | 0 (não possui) | 2             |
| Savóia Futebol Clube    | Curitiba  | Região Metropolitana de Curitiba | Estreante       | --      | --         | 0 (não possui) | 1             |
| Espartano Esporte Clube | Curitiba  | Região Metropolitana de Curitiba | Estreante       | --      | --         | 0 (não possui) | 1             |

40 Jogos, 162 gols marcados, 3,97 por jogo. Artilheiro: Maxambomba - Coritiba 16 gols
Foi necessário um jogo-desempate entre Coritiba e Savóia, na qual o Coritiba venceu por 1 a 0 em 24 de dezembro de 1916.

### Campeão
| Campeonato da APSA - Associação Paranaense de Sports Athléticos de 1916 |
| ----------------------------------------------------------------------- |
| Coritiba Foot Ball Club 1° Título                                       |

## Liga LSP - Liga Sportiva Paranaense

### Participantes
| Equipe                      | Cidade    | Região                           | No ano anterior | Estádio | Capacidade | Títulos        | Participações |
| --------------------------- | --------- | -------------------------------- | --------------- | ------- | ---------- | -------------- | ------------- |
| Bela Vista                  | Curitiba  | Região Metropolitana de Curitiba | Estreante       | --      | --         | 0 (não possui) | 1             |
| Britânia Sport Club         | Curitiba  | Região Metropolitana de Curitiba | Estreante       | --      | --         | 0 (não possui) | 2             |
| Americano Esporte Clube     | Curitiba  | Região Metropolitana de Curitiba | Estreante       | --      | --         | 0 (não possui) | 2             |
| International Futebol Clube | Curitiba  | Região Metropolitana de Curitiba | Campeão         | --      | --         | 1 (1915)       | 2             |
| América de Paranaguá        | Paranaguá | Litoral Paranaense               | Estreante       | --      | --         | 0 (não possui) | 1             |
| Pinheiros Esporte Clube     | Curitiba  | Região Metropolitana de Curitiba | Estreante       | --      | --         | 0 (não possui) | 1             |

30 Jogos, 121 gols marcados, 4,03 por jogo. Artilheiro: Joaquim Martin - Britânia 14 gols

### Campeão
| Campeonato da LSP - Liga Sportiva Paranaense de 1916 |
| ---------------------------------------------------- |
| Britânia Sport Club 1° Título                        |

## ASP - Associação Sportiva Paranaense
Jogo decisivo entre os campeões das ligas ocorreu em 21 Janeiro de 1917, com o placar de Coritiba 2-1 Britânia.

### Campeão
| Campeonato Paranaense de Futebol de 1916 |
| ---------------------------------------- |
| Coritiba Foot Ball Club 1° Título        |